# Bergsturz

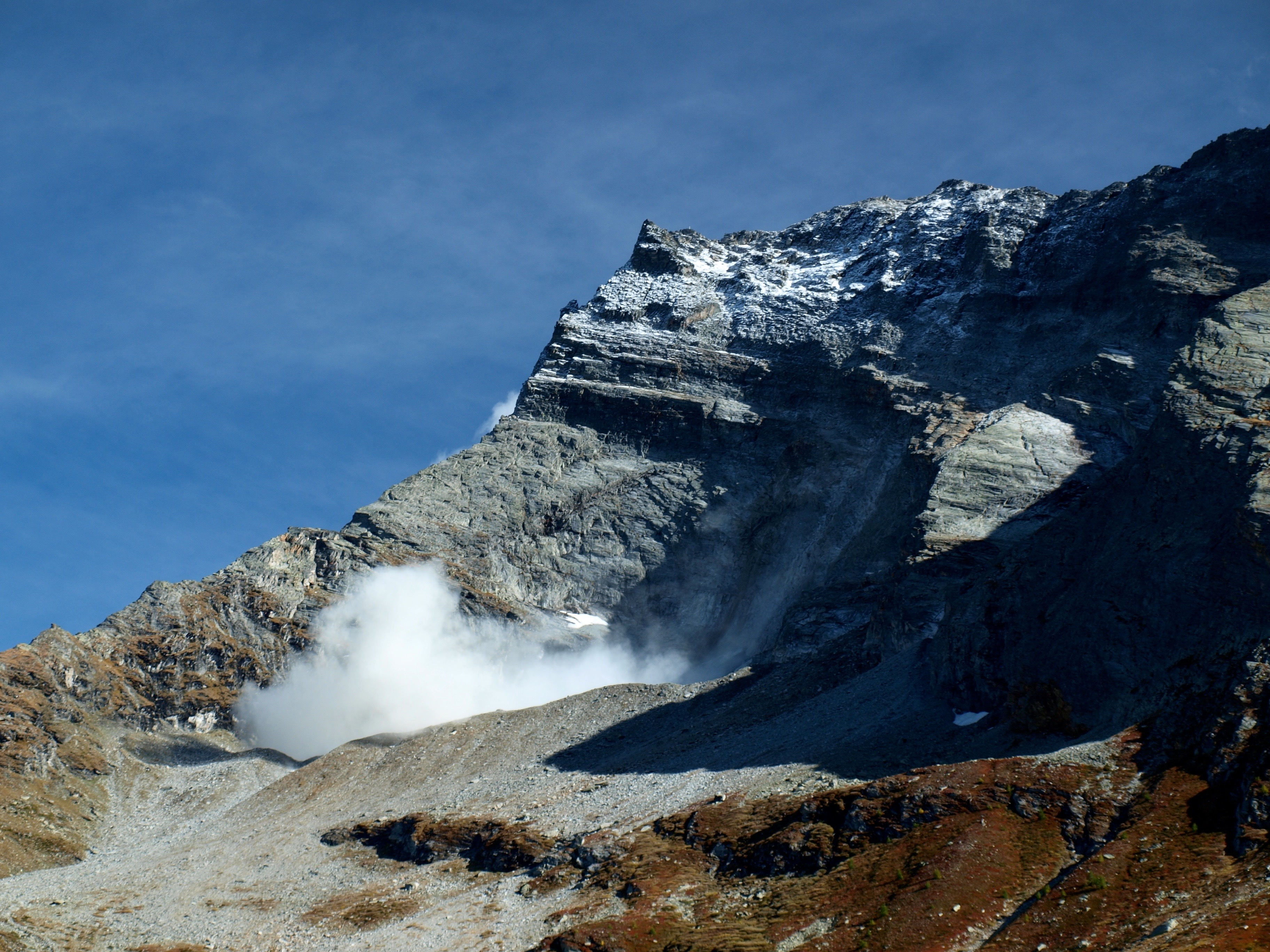
Felssturz am Hübschhorn (2012)

Ein Bergsturz ist eine großvolumige, schnell vonstattengehende Fels- und Schuttbewegung aus steilen Bergflanken. Auch stabil erscheinende Felswände können betroffen sein, wenn sie von Klüften durchzogen sind. Bei Bergstürzen verhält sich das Gestein großräumig wasserähnlich, kann auf einer geneigten Gleitbahn eine Geschwindigkeit von über 100 km/h erreichen und sogar an gegenüberliegenden Hängen aufbranden, wie beispielsweise im Oberinntal mehrfach zu sehen ist.
Die Untersuchung von Bergstürzen und ihrer Ursachen ist ein interdisziplinäres Thema zwischen mehreren Fachgebieten, v. a. Geologie, Felsmechanik, Ingenieurvermessung und Geomorphologie, während zugehörige Warnsysteme in jüngst entstandenen Kooperationen zwischen Geotechnik und Geodäsie entwickelt werden.
Die Ablagerungsgebiete können Volumina von mehreren Millionen Kubikmetern und Flächenausdehnungen von mehr als 10 Hektar erreichen. Eine umfassende Definition von Bergstürzen stammt vom Geografen Gerhard Abele (1974): Bergstürze sind „Fels- und Schuttbewegungen, die mit hoher Geschwindigkeit in Sekunden oder Minuten aus Bergflanken niedergehen und im Ablagerungsgebiet ein Volumen oberhalb von einer Million Kubikmeter besitzen, sowie eine Fläche von über 10 Hektar bedecken. Kleinere Ereignisse bezeichnet man als Felsstürze“.
Frank Ahnert definiert sie im Lehrbuch Geomorphologie (1996) stattdessen auf der subjektiven Ebene: „Die von der Bewegung erfasste Hangfläche und die bewegte Gesteinsmasse (bzw. Volumen) muss groß genug sein, um der Bezeichnung „Bergsturz“ in der Auffassung der umwohnenden Bevölkerung und der das Ereignis untersuchenden Geomorphologen gerecht zu werden“.
Bergstürze sind demnach groß dimensionierte Felsstürze mit teils verheerenden Auswirkungen. In den zurückbleibenden Schuttmassen können sich zudem kleinere Stauseen bilden, bisweilen auch größere Abdämmungsseen. Eine Sonderart von Felssturz ist der Eissturz mit weit überhöhter Schadensfläche, da das Eis (zusammen mit Schutt) weiter transportiert wird, das Eis, auch Sturzeis genannt, dabei durch die Reibungshitze schmilzt oder gar verdampft und damit ein Effekt ähnlich dem bei einem Luftkissenfahrzeug entstehen kann.

## Grundlagen

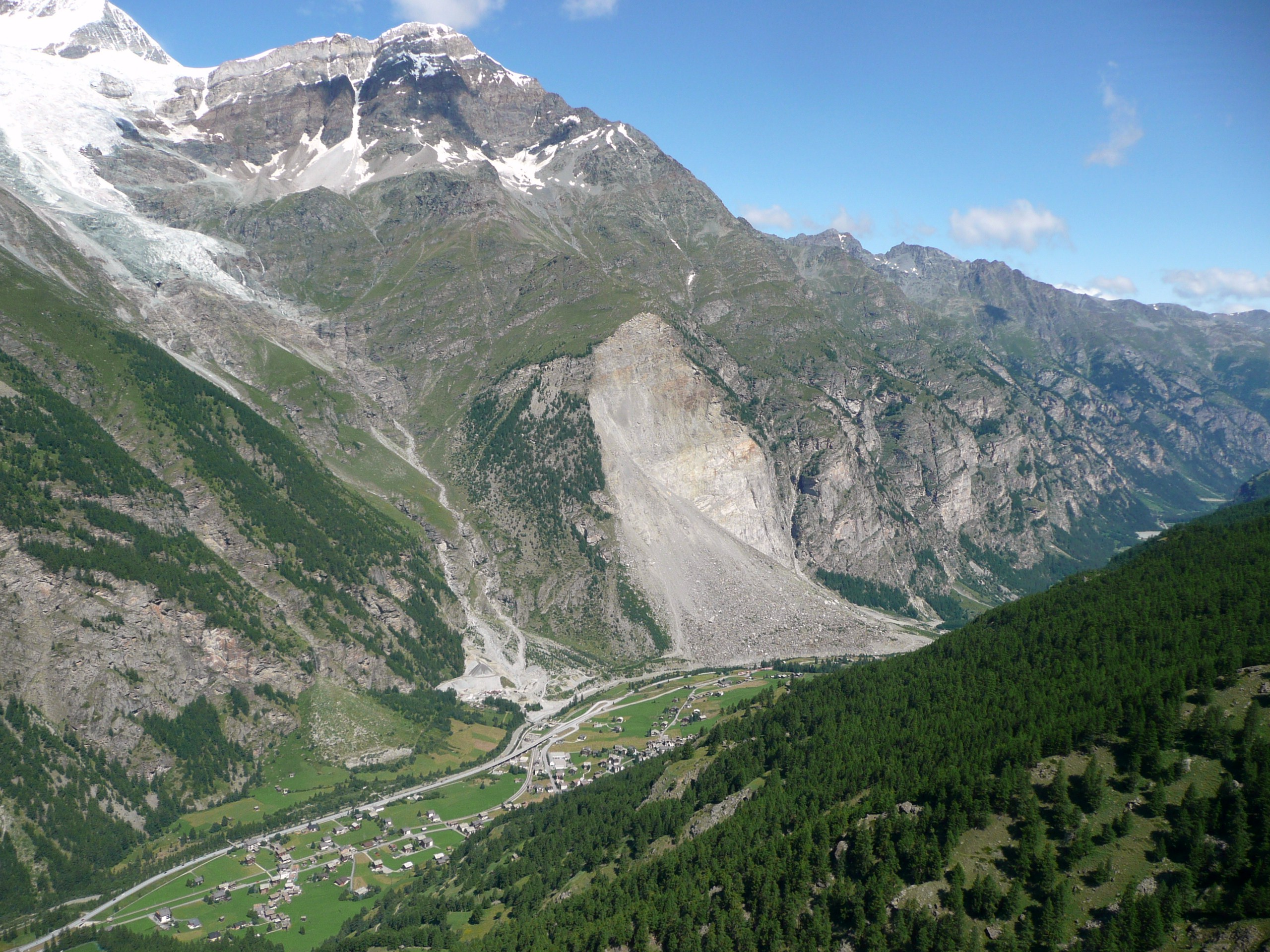
Der 1991er Bergsturz von Randa in der Schweiz (2008)

Bergstürze entstehen in der Regel an der Grenze zweier oder mehrerer Gesteinsschichten und an tektonischen Störungslinien, wenn derartige Grenzflächen durch Erdbeben, extreme Wetterereignisse (heftige Niederschläge oder Temperaturschwankungen) geschwächt werden oder auch wenn ein Gletscher abschmilzt und dessen Gegendruck fehlt. Zunehmende Steinschlagaktivität kann ein Hinweis auf bevorstehende Bergsturzereignisse sein. Eingriffe des Menschen in die Natur (Hangrodung, zu breite Forstwege, Rohstoffabbau) können diese Vorgänge beschleunigen, wie exemplarisch beim Bergsturz von Elm 1881.
Fels- und Bergstürze stellen neben Muren und Lawinen die Hauptgefahr natürlicher Phänomene im Gebirge dar.
Man unterscheidet zwischen den häufiger vorkommenden Schlipfstürzen und den selteneren Fallstürzen. Ein Schlipfsturz beginnt mit einer Gleitbewegung, bei der die rutschende Masse weitgehend im Verband bleibt oder völlig in Kleinteile zerfällt. Durch eingeschlossene Luft, die wie ein Luftpolster zwischen dem festen Untergrund und der abrutschenden zerfallenden Gesteinsmasse wirkt, können Schlipfstürze selbst in Gesteinspartien ohne größeren Wassergehalt auftreten. Beim Fallsturz hingegen erfolgt praktisch unmittelbar ein Abbruch, bei dem sich das Gestein im freien Fall befindet.
Der mit dem Klimawandel verbundene Temperaturanstieg und das damit einhergehende Auftauen des bis anhin stabilisierenden Permafrosts erhöht die Gefahr von Bergstürzen. Die historische Geologie kennt Bergstürze mit diesen Ursachen bereits aus früheren Warmzeiten.
Das bei Bergstürzen zurückbleibende Material bildet eine Sturzhalde, in der Schweiz Bergsturzkegel genannt; zur Orientierung in solchen Blockhalden (etwa bei Vermessungen oder Umweltprojekten) werden größere Felsblöcke oft mit roten Nummern markiert.
Nach längeren Zeiträumen können durch Bergstürze auch reizvolle Landschaften entstehen. Typisch für das Ablagerungsgebiet ist ein kleinhügeliges Relief (sogenannte Tomahügel) mit meist deutlicher Abgrenzung zur Umgebung.
Die Geschwindigkeit eines Bergsturzes beim Auftreffen aufs Gelände kann – abhängig von der Fallhöhe – 100 km/h übersteigen. Auf einer stark geneigten Gleitbahn kann die Geschwindigkeit der Gesteinslawine weiter auf 200 km/h anwachsen, auf einem Gletscher auch noch mehr. Sie hängt von der Gesamtmasse, vom Material und dessen Verdampfen sowie von der Gleitreibung des Untergrunds ab.

## Folgen
Ein Bergsturzereignis bewirkt sowohl im Abbruchgebiet als auch im Ablagerungsgebiet markante Änderungen. Im Abbruchgebiet kann es zum Beispiel zu Nachstürzen und zu Sackungsbewegungen am oberen Rand der Abrisswände kommen. Weitere Folgen von Bergstürzen können sein:
- Bildung von Bergsturzseen, Verlagerung von Wasserläufen und Wasserscheiden
- Bildung von Schuttkegeln
- Entstehung einer eigenen Bergsturzvegetation
- Epigenesen.

Besonders in dichter besiedelten Gebieten werden auch Kulturbauten und Menschenleben gefährdet, insbesondere durch
- Verschüttung von Siedlungsgebieten und Verkehrswegen (Straßen, Eisenbahnlinien)
- direkte Flutwellen, wenn Gesteinsmassen in größere Gewässer stürzen
- instabile Aufstauung von Flüssen und Bächen, welche später zu Flutwellen führen kann, insbesondere bei Ausbrüchen von Bergsturzstauseen.

## Größenangaben zu Berg- und Felsstürzen
Zur Einschätzung der Größe und Auswirkung von Berg- und Felsstürzen werden in der Regel Angaben zu den Volumina der umgelagerten Gesteinsmassen und zur Flächenausdehnung ihrer Ablagerungsgebiete gemacht. Bei Bergstürzen geht es dabei um Volumina im Bereich von Millionen bis zu Milliarden Kubikmetern und Ablagerungsflächen von einem Dutzend bis zu über tausend Hektar. Bei mittelgroßen bis großen Felsstürzen betragen die Volumina einige tausend bis zu einigen hunderttausend Kubikmetern mit Ablagerungsflächen im Hektar-Bereich.
Für Sturzmassen, die bis in den Talgrund gelangt sind und ggf. ein Fließgewässer aufgestaut haben, finden sich häufig Angaben, auf welcher Länge und bis zu welcher Höhe über dem Talboden das Tal verlegt wurde und bis zu welcher Höhe die Gesteinsmasse am gegenüberliegenden Prallhang emporgebrandet ist.
Für die Einschätzung der bei einem Berg- bzw. Felssturz umgesetzten Energie (von Lageenergie in Wärme, Verformungsarbeit und im abgelagerten Gestein gebundene chemische Energie) sind Angaben zur mittleren Sturzhöhe erforderlich, die über die Höhe und Massenverteilung im Abriss- und Ablagerungsgebiet geschätzt werden können. Für die größten bekannten Bergsturzereignisse wie den Flimser Bergsturz kommen vorsichtige Abschätzungen zu umgesetzten Energien jenseits von 100 Petajoule (1017 Joule).
Die Umrechnung zwischen verschiedenen Einheiten und die damit verbundenen Größenordnungsunterschiede geben die folgenden Tabellen wieder.
| Größenordnung                          | Anschauliche Entsprechung | Anschauliche Entsprechung | Anschauliche Entsprechung |
| -------------------------------------- | ------------------------- | ------------------------- | ------------------------- |
| Tausend Kubikmeter (103 m3)            | Volumen eines Würfels mit | 10 m                      | Kantenlänge               |
| 1 Million Kubikmeter (106 m3)          | Volumen eines Würfels mit | 100 m                     | Kantenlänge               |
| 1 Milliarde Kubikmeter (109 m3, 1 km3) | Volumen eines Würfels mit | 1 km                      | Kantenlänge               |

| Größenordnung              | Umrechnung in kleinere Einheit                                 | Anschauliche Entsprechung         | Anschauliche Entsprechung |
| -------------------------- | -------------------------------------------------------------- | --------------------------------- | ------------------------- |
| 1 Hektar (1 ha)            | 10.000 Quadratmeter (10.000 m²)                                | Flächeninhalt eines Quadrates mit | 100 m Kantenlänge         |
| 1 Quadratkilometer (1 km²) | 100 Hektar (100 ha) bzw. 1 Million Quadratmeter (1.000.000 m²) | Flächeninhalt eines Quadrates mit | 1 km Kantenlänge          |

## Prähistorische Bergstürze

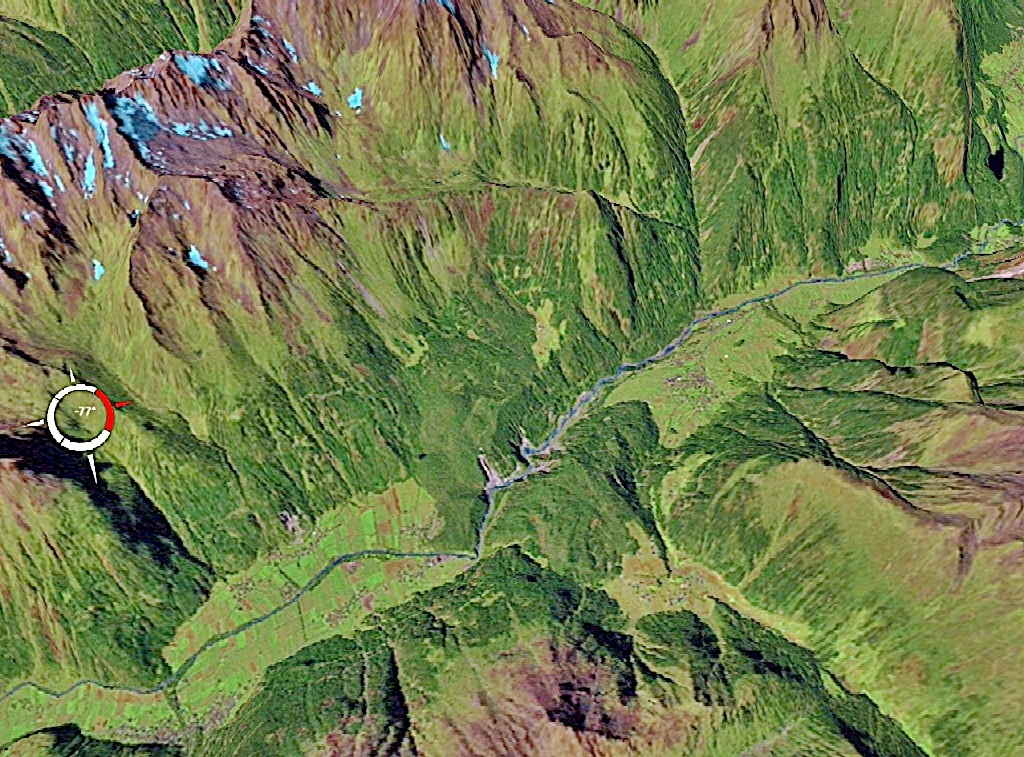
Durch den Bergsturz von Köfels, Tirol wurde vor rund 9000 Jahren die Ötztaler Ache in der Bildmitte aufgestaut.

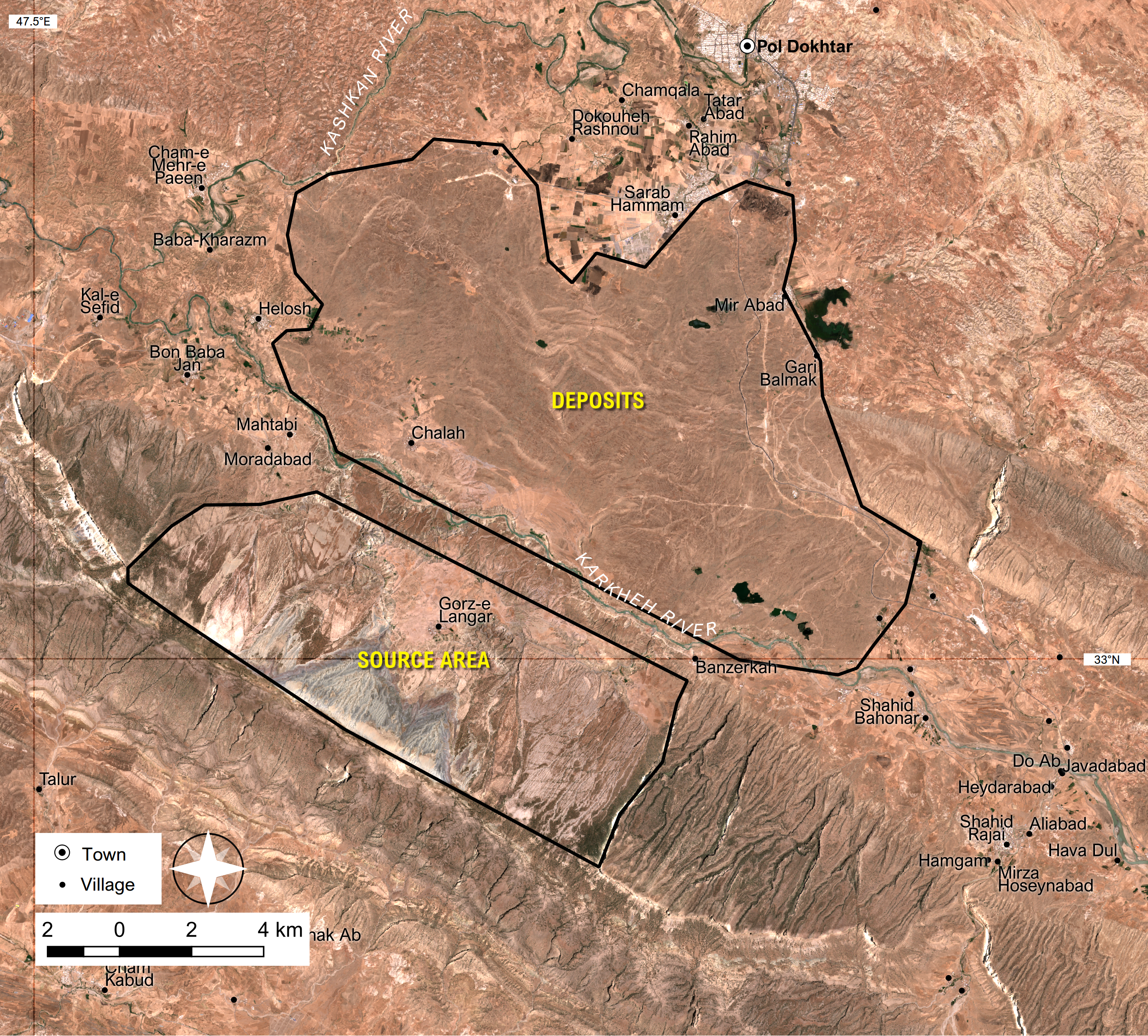
Im Zāgros-Gebirge, Iran gingen vor etwa 10.000 Jahren etwa 30 km³ Gestein ab.

Prähistorische Bergstürze können aufgrund der geologischen Beschaffenheit des Bodens und der Oberflächenformen im Abbruchgebiet und im Ablagerungsgebiet erkannt werden.

### Undatiert
- Dobratsch, Kärnten, A: ca. 0,9 km³ Gesteinsmassen stürzten in das Gailtal.
- Hocharn im Raurisertal, Salzburg, A: Die Ostflanke des Hocharn (Grieswies-Schwarzkogel) stürzte in den Talschluss von Kolm-Saigurn und brandete auf die Ostflanke Richtung Filzenalm wieder hinauf. Der unregelmäßige und von Lacken durchsetzte Hügel des Durchgangwalds (Rauriser Urwald) repräsentiert die Sturzmasse.[6]

### Datiert, vor dem Ende der letzten Eiszeit
- Pyhrnpass, Oberösterreich, A: ein möglicherweise durch das 300 km entfernte Ries-Ereignis (vor etwa 15 Millionen Jahren) ausgelöster Bergsturz leitet den nach Norden gerichteten Lauf der Ur-Enns nach Süden, ins Grazer Becken, um.[7]
- Langtang-Tal, Nepal: Vor 40.000 Jahren stürzten wahrscheinlich infolge eines Erdbebens an der Himalaya-Hauptstörung 10 bis 15 km³ Gestein eines vormals bis zu 8000 m hohen Berges im Himalaya-Hauptkamm zu Tal. Hiervon wurde der Großteil bis auf einen Rest von 2 bis 3 km³ bereits durch nachfolgende Gletschertätigkeit ausgeräumt. Der noch erhaltene Abrisskamm läuft über bis zu 7000 m hohe Gipfel und Grate. Im Bereich des 24 km² umfassenden Ablagerungsgebietes befindet sich heute der 4984 m hohe Tsergo Ri, mit dessen Namen das Ereignis häufig verbunden wird, dessen Gipfel aber selbst Teil der Bergsturzmasse ist. Es gilt als weltweit größtes Bergsturzereignis im Kristallingestein.[8]
- Seymareh-Bergsturz, Zāgros-Gebirge, Iran: Vom an dieser Stelle bis zu 2340 m hohen Bergkamm Kabir Kouh südlich von Pol-e Dochtar brachen vor etwa 10.000 Jahren etwa 30 km³ Gestein ab, bedeckten den Talboden bis fast zum heutigen Pol-e Dochtar und staute den Seymareh-Fluss auf.[9][10][11][12]
- Almtal, Oberösterreich, A: Von der Nordabdachung des Toten Gebirges stürzte vor etwa 15.000 Jahren eine große Felsmasse in die Hetzau hinab, wo möglicherweise der Rest eines späteiszeitlichen Gletschers oder auch ein See oder Sumpf lag. Durch die Reibungshitze glitt die Felsmasse auf einem Wasser- oder gar Dampf-Teppich weit hinaus ins Almtal, wo sie erst in Heckenau unmittelbar südlich von Grünau im Almtal zum Stillstand kam. Die Tomahügel von den Ödseen bis zum Cumberland Wildpark sind auf diesen Sturzstrom zurückzuführen.[13]

### Nach dem Ende der letzten Eiszeit
- Flimser Bergsturz, Graubünden, Schweiz: ca. 12 bis 15 km³, vor etwa 10.000 Jahren.
- Köfels, Tirol, A: Über 3 km³ Gestein stürzten vor etwa 8700 Jahren vom Westhang in das mittlere Ötztal bei Umhausen und blockierten die Ötztaler Ache, die sich später eine Schlucht (Maurach) durch den Schutt fressen musste. Durch die Reibungshitze kam es bei dem Bergsturz zu einer Umwandlung von Gneis in ein glasiges Gestein, das als Köfelsit bezeichnet wird.
- Storegga, Europäisches Nordmeer, vor Mittelnorwegen: Unter Wasser und mit einem Tsunami als Folge. Etwa vor 8000 Jahren, die Sturzmasse muss mehr als hundertmal größer gewesen sein als in Flims. Sie hatte Auswirkungen auch in Schottland und Island.
- Davos, Graubünden, Schweiz: Weit über 0,3 km³ stürzten von der Totalp im Parsenngebiet und bildeten so den Wolfgang-Pass und den Davosersee. Datierung: jünger als 8000 Jahre.
- Bergsturz von Wildalpen, Steiermark, A: Zwischen Griesstein, Ebenstein und Brandstein (Hochschwabgruppe) stürzten vor etwa 5700 bis 5900 Jahren gewaltige Felsmassen (1,3 bis 1,4 km³[14]) nach Norden und brandeten als Sturzstrom kilometerweit ins Salzatal hinaus.
- Vom Schafberg, Oberösterreich, A: geschätzt 50 bis 100 Millionen m³, trennte Attersee und Mondsee und könnte um 3200 v. Chr. (vor 5220 J.) durch die Binnentsunami die Pfahlbausiedlungen der Mondseekultur ausgelöscht haben
- Marocche di Dro, Italien: Ergebnis mehrerer Bergstürze im unteren Sarca-Tal, deren erster sich frühestens zwischen 2950 und 2600 v. Chr. (frühestens vor 4970 J.) und deren letzter (die frana di Kas) sich frühestens zwischen 400 und 200 v. Chr. ereignete. Das Volumen der Bergstürze betrug zusammen etwa 1 km³.
- Fernpass, Nordtirol, A: Entstand durch einen Bergsturz des Westhangs vor etwa 4000 Jahren.
- Hochkaltermassiv, Bayern, D: Ein Bergsturz von ca. 15 Millionen m³ aus dem Blaueistal vor rund 3500 bis 4000 Jahren staute die Ramsauer Ache zum Hintersee auf und schuf den Zauberwald. Er bedeckt eine Fläche von 0,75 km², die sich zwischen dem Hintersee und der Marxenklamm befindet. 4 viel kleinere Bergstürze 1908–1959.
- Zugspitze, Bayern, D: Vor rund 3750 Jahren brachen rund 200 Millionen m³ Fels aus der Nordflanke der Zugspitze. Teile davon durchquerten den gesamten Eibsee und rutschten auf der gegenüberliegenden Seite wieder etwa 100 m den Hang hinauf. Dabei wurden deutlich mehr Gesteinsmassen abgelagert, als heute an der Ausbruchstelle zu fehlen scheinen. Geologen gehen deshalb davon aus, dass das überzählige Material aus dem Gipfelbereich stammt und die Zugspitze vor dem Ereignis ein Dreitausender gewesen sein könnte.[15][16]
- Tschirgant, (Nord-)Tirol, A: 240 Millionen m³ Gesteinsmasse stürzten vor etwa 3000 Jahren in das Inntal und vordere Ötztal, nachdem die Flanke des Berges zuerst durch den Rückgang von stützendem Gletschereis und später durch eine außergewöhnlich intensive Erdbebenaktivität destabilisiert wurde.[17] Die Schuttmassen hinterließen ein Ablagerungsgebiet von 13 km².

## Historische Bergstürze

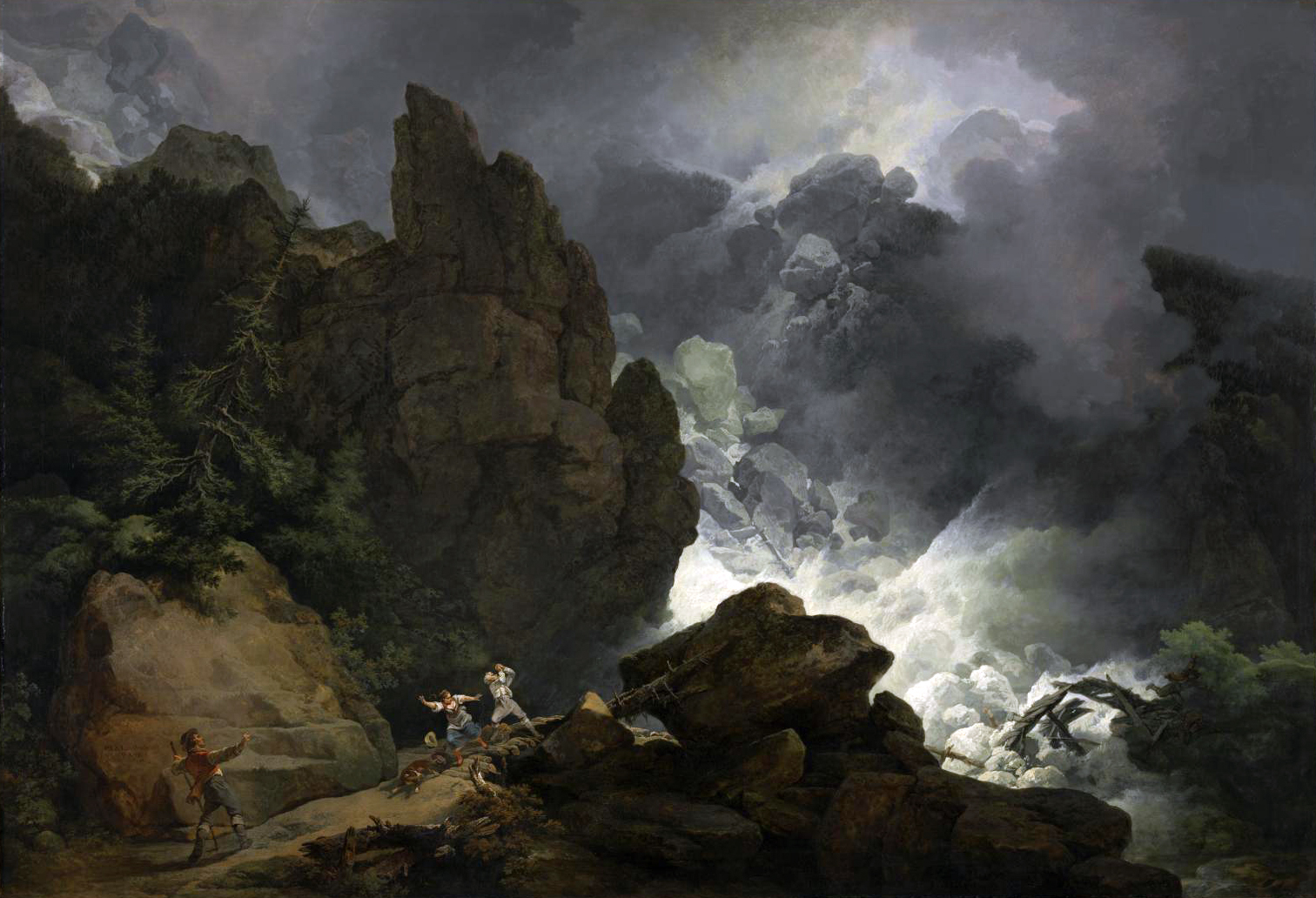
P. J. Loutherbourg d. J.: Avalanche dans les Alpes, 1803 (tatsächlich ist ein Eissturz dargestellt)

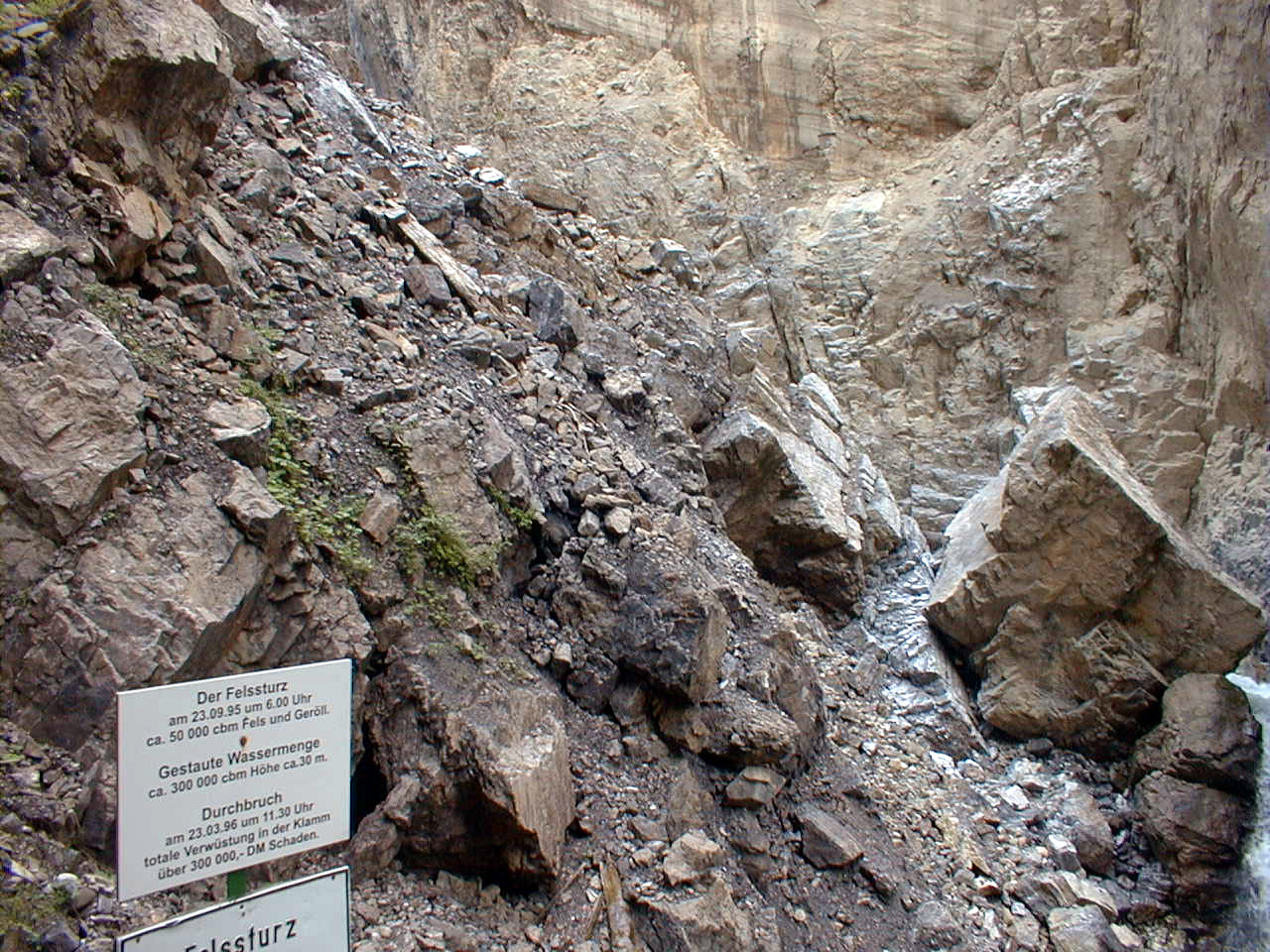
Breitachklamm nach dem Felssturz von 1995

### Vor 1900
- 2. oder 3. Jahrhundert – Dritter von drei Pletzachbergstürzen bei Kramsach, Tirol, A: Vom Pletzachkogel ins Inntal. Menschen nutzen das im Tal gebrochen liegende Gestein für Bauten. Es bildeten sich hier Verwaltungsgrenzen aus.[18]
- 1137 (?), siehe: 3. April 1595: Bergsturz in Reurieth
- 1172: Ein großer Bergsturz geht auf den Moränenwall zwischen Königssee und Obersee in den Berchtesgadener Alpen nieder.[19]
- 24. November 1248: Mont Granier im Chartreuse-Massiv bei Chambéry im Savoyen: Bergsturz in der Nacht auf den 25. November von ca. 150 Millionen m³ Felsmasse mit einer Gerölllänge von 7 km, Ort Saint-André mit etwa 3000 Menschen total verschüttet, ferner 16 Dörfer begraben, insgesamt geschätzt bis zu 5000 Tote.[20]
- 1348 – Dobratsch (2100 m) bei Villach in Kärnten: Ausgelöst durch das Friaul-Erdbeben stürzten im selben Gebiet, in dem auch ein prähistorischer Bergsturz stattgefunden hatte, geschätzte 150 Millionen m³ Gesteinsmassen in das Gailtal. Das Abbruchgebiet an der südöstlichen Felswand ist als Rote Wand noch gut sichtbar. Sein Ablagerungsgebiet reicht 3 km bis zur Gail, trägt den Namen Die Schütt und steht unter Naturschutz. Zwischen dem Schütter Wald und dem Fluss wurde die neue Ortschaft Oberschütt gegründet (Im Januar 2015 stürzten nochmals fast 2.000 m³ Gestein aus der Roten Wand auf den darunterliegenden Wald. Die Abbruchstelle und der neue Schuttkegel sind von der Aussichtsplattform beim Alpengarten gut zu beobachten).
- 30. September 1512: Bergsturz Buzza di Biasca im Valle di Blenio nördlich Biasca. Die Gesteinsmassen stauten einen See auf; der Damm brach 1515 und verwüstete das Tal des Tessin bis zum Lago Maggiore.
- 3. April 1595: Bergsturz in Reurieth vom Reuriether Felsen. Davor soll bereits 1137 ein Bergsturz das Dorf verschüttet haben.
- 24. August 1598: Bergsturz von Wartha oberhalb der Glatzer Neiße in Bardo Śląskie, Polen.

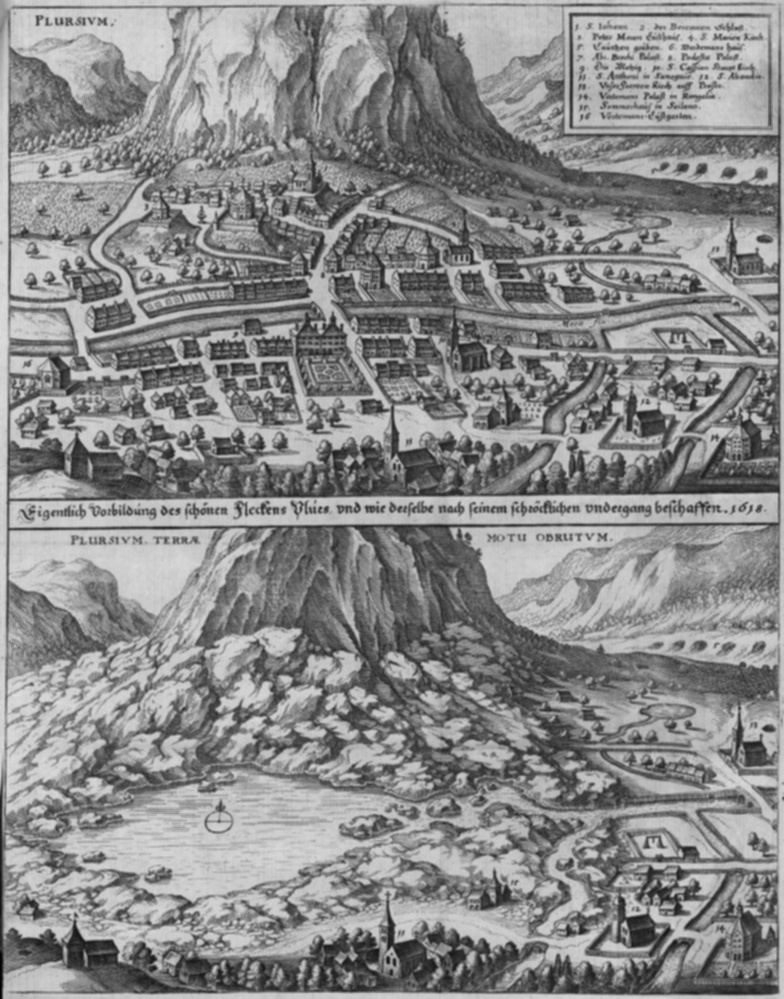
Matthäus Merian: Plurs vor und nach dem Bergsturz 1618. Abbildung aus Martin Zeiller, Topographia Helvetiae, 1642/1654

- 4. September 1618 (julianischer Kalender: 25. August) – Bergsturz von Plurs (bei Chiavenna an der Straße zum Malojapass, damals Drei Bünde, heute Italien): Hier wurde eine ganze Stadt samt dem Ortsteil Scilano (Schilan) verschüttet, nach zeitgenössischen Quellen starben zwischen 930 und 1200 Menschen. Forschungsgeschichtlich bedeutend ist auch die Vorher-nachher-Dokumentation von Matthäus Merian.
- 16. Juli 1669 – Felssturz von 1669 in der Stadt Salzburg, Österreich: Zwei Felsstürze vom Mönchsberg, der aus lockerem Nagelfluh besteht, kostete in der Gstättengasse 230 Menschen das Leben. Seitdem werken hier Bergputzer.
- 1714 und 1749: Zwei Bergstürze an den Les Diablerets, einer von ihnen schuf den Stausee Lac de Derborence.
- 2. September 1806 – Bergsturz von Goldau, Schweiz: Ein ganzes Dorf wurde von 40 Millionen m³ Fels verschüttet, 457 Menschen starben.
- 10. März 1876 – Bergsturz von Kaub am Rhein: acht Häuser wurden verschüttet, 25 Menschen starben.
- 11. September 1881 Elm, Glarus, Schweiz: 10 Millionen Kubikmeter: Der Bergsturz von Elm wurde durch den jahrelangen, rücksichtslosen Abbau von Schiefer verursacht. 115 Menschen starben.

### Nach 1900
- 29. April 1903 – Bergsturz in Frank (Frank Slide), Alberta (Kanada): 30 Millionen m³, eine Klippe brach über eine sehr steile Flanke von rund 1000 m Höhendifferenz ab. Einer der bekanntesten Bergstürze.
- 15. Januar 1905 – Loen in Norwegen. 300.000 m³ rasen in den See Lovatnet. Es entsteht ein 40 m hoher Tsunami.
- 18. Februar 1911 – Saressee/Pamir, Tadschikistan: ein Erdbeben verursachte einen Bergsturz von 2,2 km³, der den höchsten Damm der Welt und den 55,8 km langen Saressee bildete.
- 7. April 1934 – Fjord Tafjorden (Kommune Fjord, Vestlandet): Ein Bergsturz vom Berg Langhamaren in den norwegischen Tafjorden, etwa 3 Mio. m³ Gestein stürzten aus rund 700 m Höhe in den Fjord, generierte einen Tsunami, der am Einschlagsort der Gesteinsmassen über 60 m Höhe erreichte.[21] 40 Menschen in den beiden am Ufer des Fjordes liegenden Orten Tafjord und Fjørå kamen durch die Welle ums Leben.
- 13. September 1936 – Loen in Norwegen. Eine Million m³ rasen in den See Lovatnet. Es entstand ein 70 m hoher Tsunami.
- 10. April 1939: Der Bergsturz von Fidaz ereignete sich östlich des Dorfes Fidaz in der Gemeinde Flims im schweizerischen Kanton Graubünden. Es stürzten 100'000 Kubikmeter Fels zu Tal. 18 Menschen fanden den Tod.
- 10. Juli 1949: Ein durch ein Erdbeben ausgelöster Bergsturz im Pamir traf den oberhalb des tadschikischen Ortes Chait gelegenen See Chaus-Chait. Die resultierende Mure überrollte den Ort und begrub rund 18.000 Bewohner unter einer 20 bis 30 m hohen Schicht aus Schlamm und Geröll.[22][23]
- 9. Juli 1958: Ein Erdrutsch, der mit geschätzt 90 Mio. t Gestein und Eis in die Meeresbucht Lituya Bay, Alaska hineinlief und einen Tsunami erzeugte, der zumindest über einen 520 m hohen Hügel schwappte.
- 9. Oktober 1963: Katastrophe von Vajont (Longarone), 90 km nördlich von Venedig im Friaul/Italien: Felssturz von 260 Millionen m³ in Stausee, rund 2000 Menschen verloren ihr Leben.
- 9. Januar 1965: Bergsturz von Hope (Hope Slide) bei Hope in British Columbia, Kanada: 46 Millionen m³ Gestein und Geröll ergossen sich zu einer Halde von 70 m Höhe und 3 km Länge zu Tal. Dabei wurde ein See vollständig zugeschüttet, vier Menschen starben.
- 11. Jänner 1965 – Ein Personenzug prallte in der Dunkelheit gegen die Trümmer eines Felssturzes, der zwischen Egg und Lingenau-Hittisau auf das Gleis der Bregenzerwaldbahn niedergegangen war. Die Lok stürzte 30 m tief über einen Steilhang ab.[24] Der Lokführer wurde schwer verletzt, die anderen Insassen des Zuges kamen mit dem Schrecken davon. Die in sehr schwierigem Gelände erbaute Bahntrasse wurde in den 1980er Jahren nach zahlreichen Beschädigungen durch Felsstürze und Hangrutschungen großteils stillgelegt.
- 30. August 1965 – Mattmark, Saas-Almagell, Wallis, Schweiz: Eissturz 500.000 m³, 88 Tote.
- 31. Mai 1970: Yungay, Peru[25]: Infolge eines Erdbebens der Stärke 7,8 stürzten vom Nevado Huascarán etwa 60 Millionen m³ Eis und Fels ab und töteten über 70.000 Menschen im Tal Callejón de Huaylas, wobei etwa 150.000 verletzt und weit über 500.000 obdachlos wurden. Die Stadt Yungay mit rund 5000 Einwohnern wurde komplett zerstört, nur etwa 400 überlebten. Heute leben wieder etwa 10.000 Bewohner neben der Gedenkstätte.
- 18. März 1971 – Chungar, Peru: 100.000 m³ Gestein lösten sich 400 m über dem See Lago Yanawayin aus anstehendem Kalkstein und verursachten eine bis zu 30 m hohe Flutwelle, die das gegenüberliegende Ufer unter sich begrub, nahezu die gesamte Minensiedlung zerstörte und (nach unterschiedlichen Schätzungen) 400–600 Menschen tötete.
- 28. Juli 1987 – Morignone im Val Pola in der Provinz Sondrio, Italien (Veltlin): 40 Millionen m³
- April und Mai 1991 – Randa, Wallis, Schweiz: 30 Millionen m³.
- 22. September 1993 – Bischofsmütze im Land Salzburg: ein mehr als 200 m hoher Pfeiler aus der Felswand stürzte in den Abgrund. Seither kommt es immer wieder zu kleineren Felsstürzen.
- 23. September 1995 – Breitachklamm im Allgäu: Um 6:00 Uhr lösten sich etwa 50.000 m³ Fels und Geröll, wodurch 300.000 m³ Wasser bis zu einer Höhe von 30 m angestaut wurden. Am 23. März 1996 um 11:30 Uhr erfolgte der Durchbruch, der die Klamm total verwüstete.
- 10. Juli 1999 – Schwaz in Tirol: Im Bergbaugebiet des Eiblschrofen stürzten etwa 150.000 m³ Gestein in den darunter liegenden Bergwald und bedrohten einen Ortsteil. 250 Einwohner mussten evakuiert werden und konnten erst nach mehreren Wochen und umfangreichen Sicherungsmaßnahmen wieder in ihre Häuser zurückkehren.

## Felsstürze und Bergstürze ab 2000

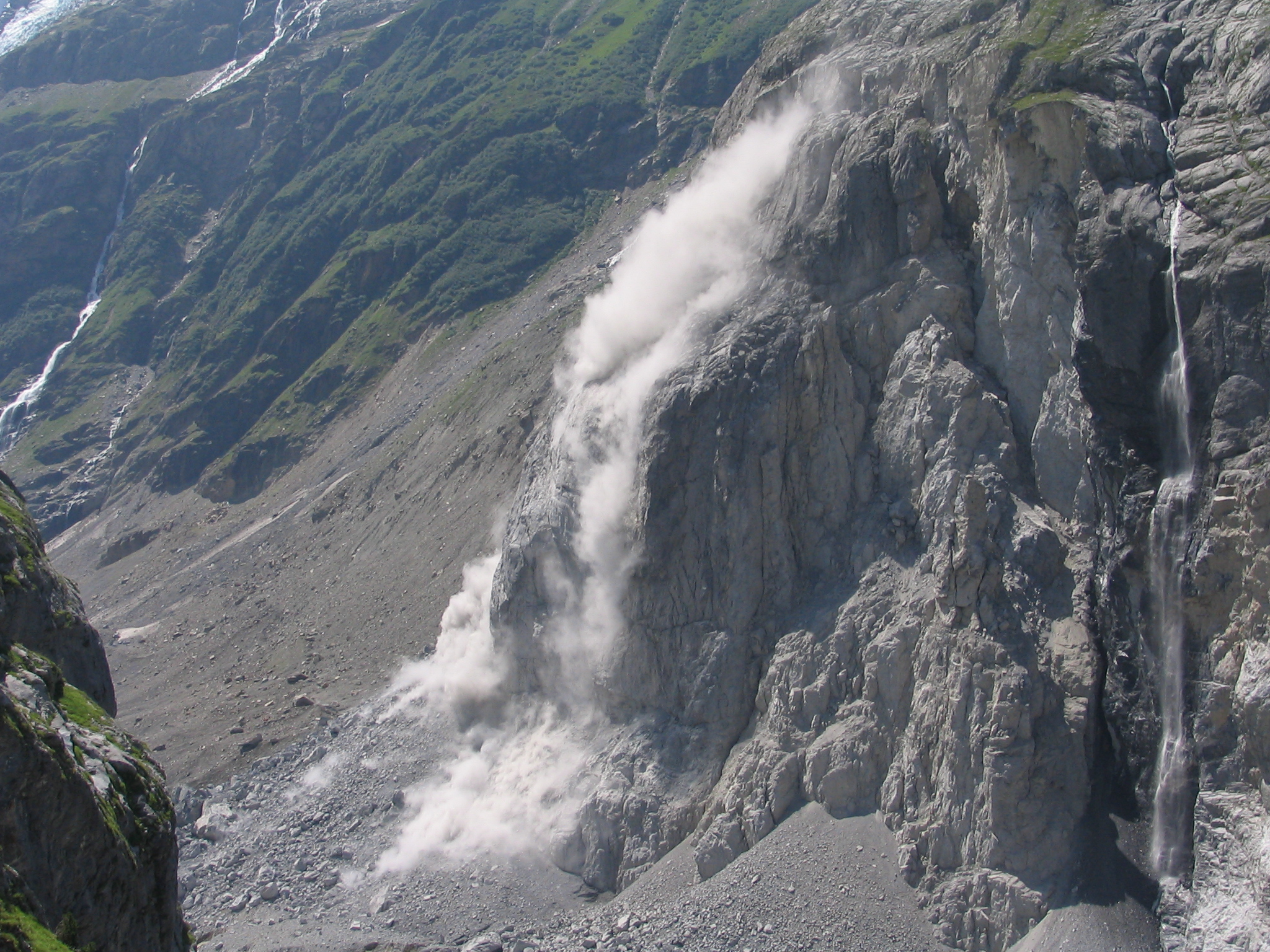
Kleinerer Felssturz am Eiger am 21. Juni 2006

### 2000 bis 2019
- 14. Oktober 2000 – Gondo am Simplonpass, Wallis/Schweiz; Grenzort zu Italien: Bergmure mit ungeheurer Geschwindigkeit und einem Volumen von etlichen 10.000 m³, elf Tote und zwei Verschollene (kein eigentlicher Felssturz).
- 15. Juli 2003 – Matterhorn: ca. 1.500 m³, Auftakt für das Projekt PermaSense
- 24. Februar 2005 – Wissower Klinken, Rügen: 50.000 m³ Kreide stürzten in die Ostsee ab.
- 31. Mai 2006 – Gurtnellen, Uri: Felssturz auf Autobahn A2 mit zwei toten Autofahrern.
- 13. Juli 2006 – Eiger: 500.000 m³ Gestein stürzten auf den Unteren Grindelwaldgletscher ab.
- 30. Oktober 2006 – Dents du Midi (Wallis/Schweiz): Vom Berg im Val d’Illiez stürzten ca. eine Million m³ Gestein ins Tal. Personen- und Sachschäden gab es keine. Als Grund für den Felssturz wurde der ungewöhnlich warme Sommer vermutet.
- 12. Oktober 2007 – Sexten (Südtirol): Vom Einserkofel oberhalb des Fischleintals bei Sexten-Moos stürzten ca. 60.000 m³ Fels und Geröll ins Tal. Staub hüllte das Tal ein, Verletzte gab es nicht.
- 4. Januar 2010: Bergsturz in den Fluss Hunza im Sonderterritorium Gilgit-Baltistan in Pakistan
- 2011: Ein Felssturz in der Rappenlochschlucht in Vorarlberg riss eine Straßenbrücke, auf der sich niemand befand, mit in die Tiefe. Die Auflager einer Behelfsbrücke wurden 2020 durch einen erneuten Felssturz so destabilisiert, dass sie demontiert werden musste.
- Dezember 2011 und 23. August 2017: Bergstürze von Bondo am Piz Cengalo in Graubünden mit rund 1 bzw. 4 Millionen m³ Gesteinsvolumen. Letzterer Bergsturz führte über eine Mure zu großen Schäden im Dorf.
- 5. Mai 2012 – Annapurna IV (Nepal): Bei einem Felssturz fielen große Mengen Gestein (geschätzt 32 Millionen m³) und Eis aus ca. 7000 m Höhe in zwei Schritten über 4000 m in die Tiefe, wobei das enthaltene Eis durch Reibungshitze schmolz und der entstehende Schlammstrom in den tiefen unzugänglichen Einschnitt des Seti Gandaki Flusses vordrang. Nachdem diese Engstelle den Schlammstrom zunächst abgebremst hatte, beschleunigte er sich unterhalb wieder, und die entstehende Flutwelle zerstörte das Dorf Kharapani, es starben ca. 70 Menschen. Eine andere Erklärung ist, dass es zuvor bereits einen kleinen aus einem vorangegangenen Felssturz aufgestauten Stausee gegeben habe, in den der Felssturz vom 5. Mai gestürzt sei.[26][27][28][29][30] Der Pilot eines Besichtigungs-Rundfluges filmte den Felssturz.[31]
- 24. Dezember 2017 – Vals (Tirol): 117.000 m³ Gestein verschüttete die Landesstraße, drei Häuser wurden evakuiert, ein Notweg wurde gebaut.
- 12. Oktober 2019 – Trossingen, Baden-Württemberg: Felssturz nachts auf die Autobahn 81. Ein Pkw fuhr mit hoher Geschwindigkeit in den Felsbrocken und fing Feuer, der Fahrer starb.

### Seit 2020
- 25. Oktober 2020 und Folgejahre – Dachstein/Dirndln: Einem Abbruch folgten zwei Felstürme darüber mit insgesamt 20.000 m³. Höhlen wurden eröffnet.[32]
- 29. und 30. Januar 2021 – Raron (Wallis): 300.000 bis 500.000 m³[33]
- 15. März 2021 – Kestert: Ein Felssturz nahe der Loreley führte zu einer mehrwöchigen Sperrung der vor allem im Güterverkehr wichtigen rechten Rheinstrecke. Lockeres Schiefergestein musste mit mehreren Sprengungen beseitigt werden. Gesamte Schuttmasse ca. 15.000 bis 20.000 m³[34]
- 11. Juni 2023 – Fluchthorn in der Silvretta-Gruppe im Gemeindegebiet von Galtür (Tirol)[35][36]
- 14. April 2024 – Val Roseg, Graubünden/Schweiz: Das Volumen des Bergsturzes wurde auf 8 bis 9 Millionen m³ geschätzt, bestehend aus Fels, Geröll, Schnee und Eis.
- 3. Oktober 2024 – Beim Grossen Tschingelhorn kam es zu einem Felssturz im Umfang von etwa 100.000 m³ Felsgestein, wobei der oberhalb des Martinslochs zum Gipfel verlaufende Nordostgrat der aus instabilem Verrucano-Gestein gebildeten Bergspitze wegbrach. Das Aussehen des Berges veränderte sich dadurch deutlich.[37][38]
- 28. Mai 2025 – Beim Bergsturz von Blatten stürzte im Schweizer Lötschental nahezu der gesamte Birchgletscher ins Tal, der in den vorangegangenen Tagen durch etwa 9 Millionen Tonnen vom Kleinen Nesthorn unterhalb des Bietschhorns abgerutschtem Felsmaterial bedeckt und überlastet worden war. Das rechtzeitig evakuierte Dorf Blatten wurde großteils verschüttet.

## Steinschmelze bei großen Bergstürzen

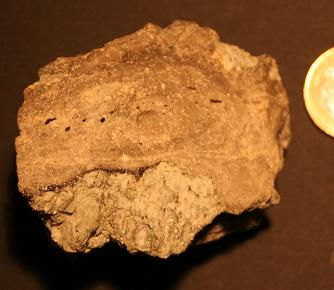
Gestein Köfelsit

Im Jahr 1895 wurde der Ötztaler Pfarrer Adolf Trientl, der auch Naturkundler war, darauf aufmerksam, dass Zimmerleute zum Holzschleifen heimischen vermeintlichen „Bimsstein“ verwendeten, dessen Herkunft der angefragte Innsbrucker Geologieprofessor Adolf Pichler auf die Tätigkeit eines örtlichen Vulkans zurückführte. Diese Theorie ließ sich aber ebenso wenig erhärten wie die Idee eines großen Meteoriteneinschlages. Der an Meteoriteneinschlägen besonders interessierte Mineraloge und Petrologe Ekkehard Preuss aus Regensburg erforschte ab 1962 die Fundstellen vermeintlichen Bimssteins und die Oberflächenform des Bergsturzes genau und kam zu dem Schluss, dass die für die Theorie nötige Reihenfolge – erst Meteoriteneinschlag, dann Bergsturz – nicht stimmen könne.
Aufgeklärt wurde das Phänomen des Vorkommens von vermeintlichem Bimsstein dann von Theodor H. Erismann, dem damaligen Direktor der Eidgenössischen Materialprüfungs- und Versuchsanstalt in Dübendorf bei Zürich. Als vor ca. 8000 Jahren 3 km3 Gestein vom Köfels in das Ötztal rutschten, erreichten die Rutschmassen Geschwindigkeiten von 150 bis 200 km/h. Die Reibung im Bereich der Gleitfläche führte unter dem hohen Gewichtsdruck zu einer so großen Hitzeentwicklung, dass der Gneis schon nach 100 m Wegstrecke zu schmelzen begann. Am Köfels überschritten die Temperaturen 1700 °C. Während der Gneis schmolz, wurde der darin in geringen Mengen enthaltene Calcit durch die Hitze in Branntkalk und Kohlendioxid zerlegt. Das so entstandene Gaspolster und die Gesteinsschmelze bildeten ein ausgezeichnetes Gleitmittel für die ganze Masse. Der „Bimsstein“ aus dem Ötztal wird heute nach seinem Fundort Köfels als Köfelsit bezeichnet. Der Überbegriff lautet, erstmals 1977 benannt nach der Reibung, Friktionit.
Ein ähnliches Szenario fand der bereits erwähnte Preuss 1973 nach Hinweisen früherer Himalaya-Expeditionen im nepalesischen Langtang-Tal vor, ca. 60 km nördlich der Hauptstadt Kathmandu und am Himalaya-Hauptkamm gelegen, wo vor ungefähr 40.000 Jahren im Bereich des heutigen Tsergo Ri 10 bis 15 km3 Gestein abgerutscht waren. Eine so große Massenbewegung setzte gemäß einer Berechnung der Wissenschaftler genug Energie frei, um eine Masse von der Größe der Cheops-Pyramide in eine Erdumlaufbahn zu schießen. Es wird vermutet, dass das Massiv um Yala Peak und Tsergo Ri die Überreste eines durch den Bergsturz zusammengebrochenen Achttausenders sind. Als wahrscheinlicher Auslöser wird ein starkes Erdbeben an der zentralen Hauptstörung (engl. Main Central Thrust) des Himalayas vermutet.